# متحف استقلال أذربيجان
متحف استقلال أذربيجان (بالأذرية:Azərbaycan Musiqi Mədəniyyəti Dövlət Muzeyi) - هو متحف يعكس حركة التحرر الوطني للشعب الأذربيجاني. يقع في مركز المتحف في باكو.

## تاريخه
كان متحف استقلال أذربيجان أول متحف للدولة، تأسس في 7 ديسيمبر 1919، وفي 28 أبريل 1920 بعد تأسيس جمهورية أذربيجان الاشتراكية السوفيتية توقف المتحف. ثم تم إحياء المتحف بعد 71 سنة في 9 يناير 1991، وكان حينها يحتوي على 7000 قطعة معروضة، وفي وقت الحاضر يحتوي أكثر من 22.000 قطعة معروضة.
تتنوع القطع المعروضة بين منوحتات ولوحات، وخرائط، وصور، وكتب، وأوراق مالية وغيرها.
يتكون المتحف من 9 غرف:
1. غرفة الوثائق
2. غرفة الصور
3. غرفة الصور السلبية
4. غرفة المسكوكات
5. غرفة النحت
6. غرفة المؤسسة
7. غرفة الطلاء
8. غرفة الفنون والحرف

## معرض صور

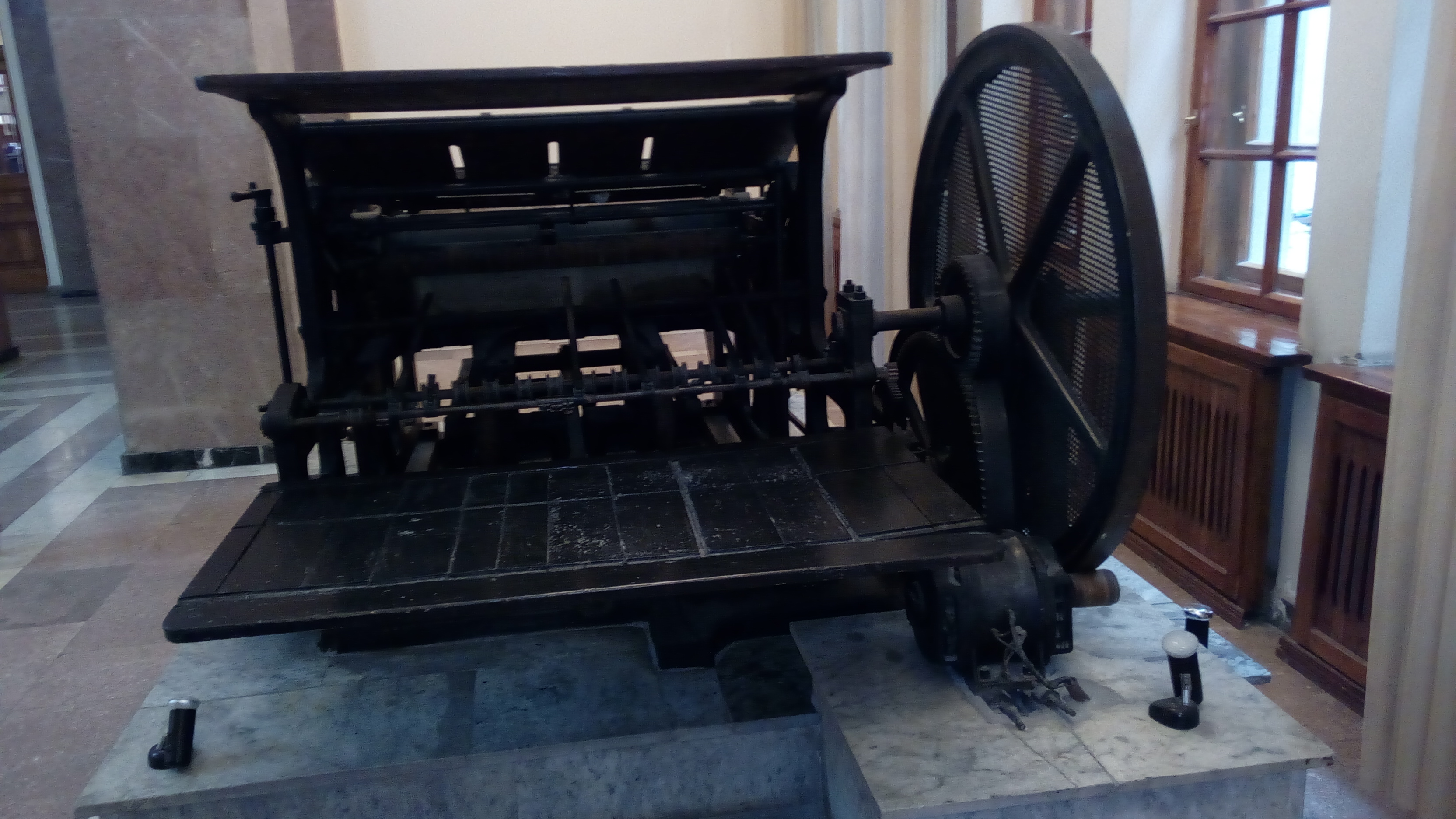
معرض من متحف استقلال أذربيجان، آلة طباعة
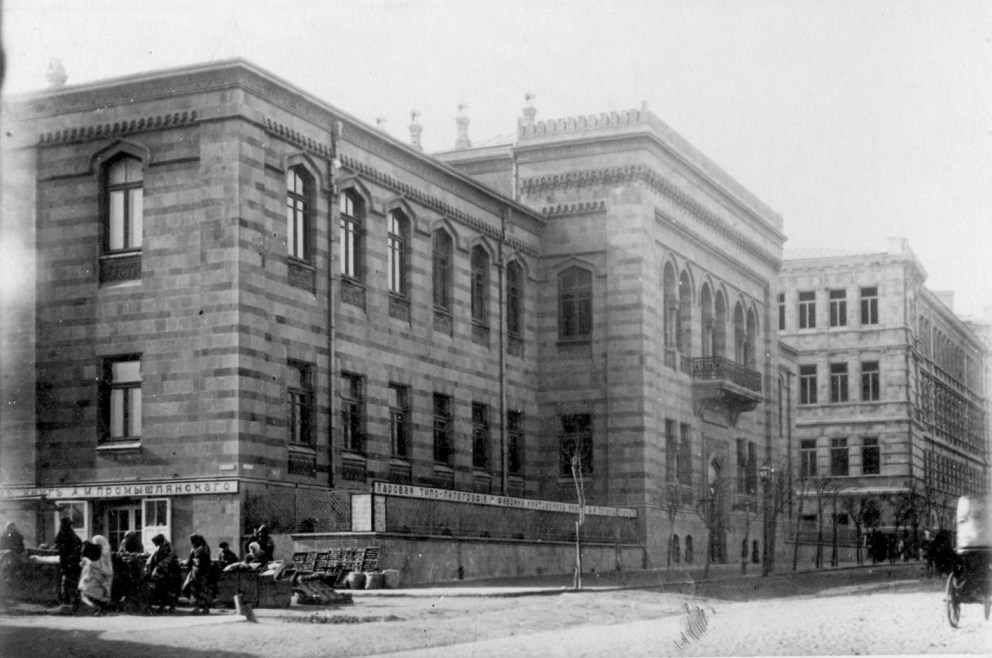
المبنى الأول لمتحف الاستقلال عام 1919